# Hitrádio City
Hitrádio City (dříve AZ Radio, později Hitrádio Magic Brno), také označováno jako Hitrádio City Brno, je soukromá regionální rozhlasová stanice na území Jihomoravského kraje. Stanice má formát AC a zaměřuje se na „mladé dospělé“. Cílovou skupinou jsou posluchači ve věku 20 – 49 let.
Program tvoří hity od těch největších po ty nejnovější, regionální zpravodajství a užitečné servisní informace. Jednotlivá Hitrádia mezi sebou spolupracují např. při pokrytí klíčových zpravodajských událostí, kulturních a sportovních akcí.
Rádio vysílá z pavilonu Morava na Brněnském výstavišti.

## Historie stanice
Stanice do 28. srpna 2008 vysílala v Jihomoravském a Zlínském kraji pod názvem AZ Radio. To ve stejný den přešlo pod křídla mediální skupiny Media Bohemia, která na brněnské frekvenci v 6 hodin ráno spustila Hitrádio Magic Brno. Na ostatních frekvencích došlo k zahájení vysílání nového rockového rádia Rock Max. Při svém startu v roce 1994 se AZ Radio profilovalo jako regionální, kulturní publicisticko-zpravodajské rádio s mnoha dramatickými bloky, včetně mládežnického vysílání.
V dubnu 2012 byl spuštěn vysílač ve Znojmě.
Hitrádio Magic Brno od svého počátku sídlilo na adrese Lidická 1005/23b v Brně, poslední vysílání z tohoto studia proběhlo 7. listopadu 2013, od pondělí 11. listopadu 2013 vysílá z pavilonu Morava na Brněnském výstavišti.

## Program[5]

#### Pracovní den:
- 6:00 - 9:00 Snídaně šampionů (po-čt) (Michal Knejp Kateřina Pechová) (celoplošné vysílání z Prahy)
- 6:00 - 9:00 Snídaně šampionů (pá) (Michal Knejp) (celoplošné vysílání z Prahy)
- 9:00 - 12:00 Dobré dopoledne, Brno! (David Máčala)
- 12:00 -15:00 Dobré poledne, Brno! (Petra Tomanová)
- 15:00 - 19:00 Dobré odpoledne, Brno! (Ondřej Blaho)
- 19:00 - 22:00 Hitrádio Classic (Michal Klein) (celoplošné vysílání z Prahy)
- Středa 19:00 - 22:00 Vaše středa (Leona Gyöngyösi) (celoplošné vysílání z Prahy)

#### Víkend:
- 7:00 - 13:00 Leona Gyöngyösi (celoplošné vysílání z Prahy)
- 13:00 - 18:00 Michaela Janíková, Jan Láska, Petra Roušar, Renata Růžová, Petr Zakopal, Jiří Flaisig, Igor Doležal nebo Kateřina Höferová

#### Zpravodajství:
- Jitka Valášková

## Distribuce signálu
RDS název: HITRADIO CITY

### Vysílače:[6]
| Město        | Vysílač         | Kmitočet [MHz] | Výkon (ERP) [W] | Polarizace | PI Kód RDS | Nadmořská výška [m] | Východní délka | Severní šířka |
| ------------ | --------------- | -------------- | --------------- | ---------- | ---------- | ------------------- | -------------- | ------------- |
| Brno         | Brno Barvičova  | 100,800        | 100,00          | vertikální | 2AC2       | 323                 | 16° 34' 26"    | 49° 12' 8"    |
| Brno         | Brno VUT        | 99,000         | 1000,00         | vertikální | 2AC2       | 290                 | 16° 34' 38"    | 49° 13' 26"   |
| Újezd u Brna | Stará hora      | 89,200         | 50,00           | vertikální | 2AC2       | 301                 | 16° 45' 25"    | 49° 7' 12"    |
| Blansko      | Blansko město 1 | 100,600        | 100,00          | vertikální | 2AC2       | 320                 | 16° 39' 9"     | 49° 22' 0"    |
| Znojmo       | Znojmo město 3  | 102,700        | 158,00          | vertikální | 2AC2       | 280                 | 16° 3' 32"     | 48° 51' 34"   |

### Internet:

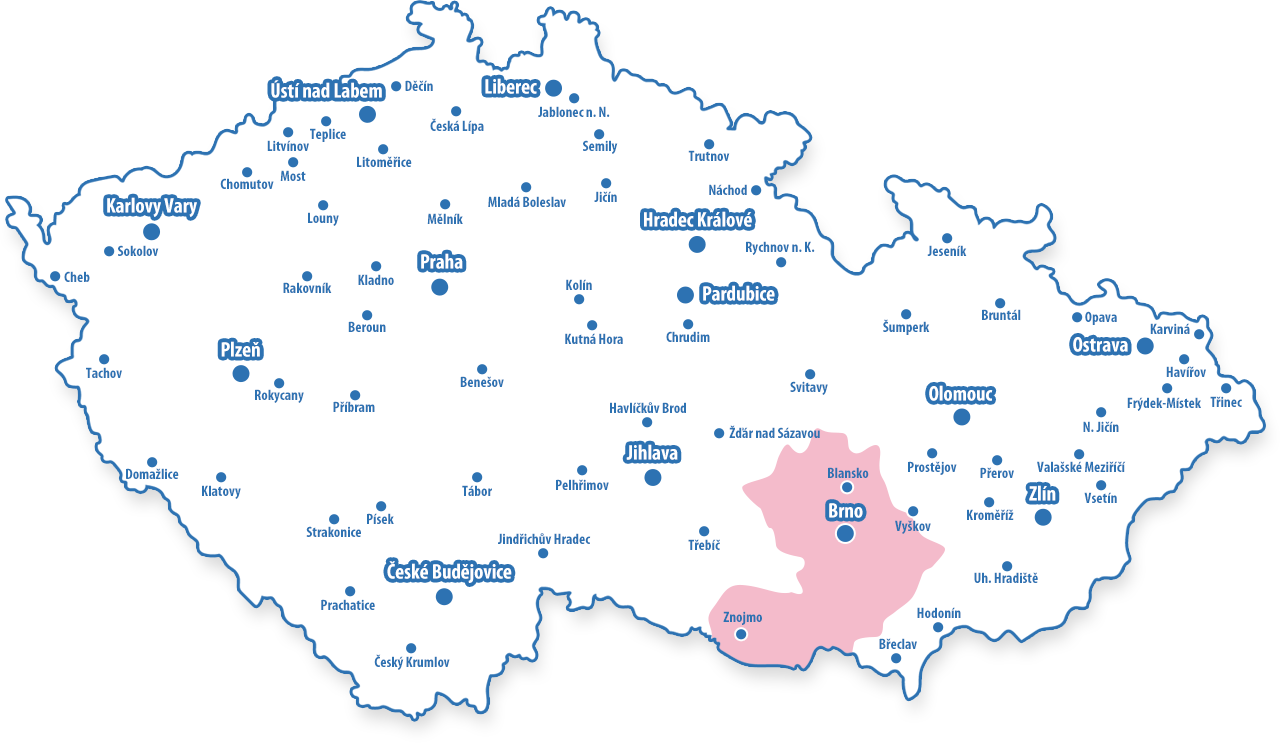
Mapa pokrytí Hitrádia City

Rádio je možno poslouchat přes portál Rádia.cz.

## Zajímavosti
1. Rádio využívá vysílací software Send od společnosti Zenon Media.
2. Rádio používá mixážní pult Axia iQ.
3. Rádio používá mikrofony Shure SM7B.